# Nunčaky

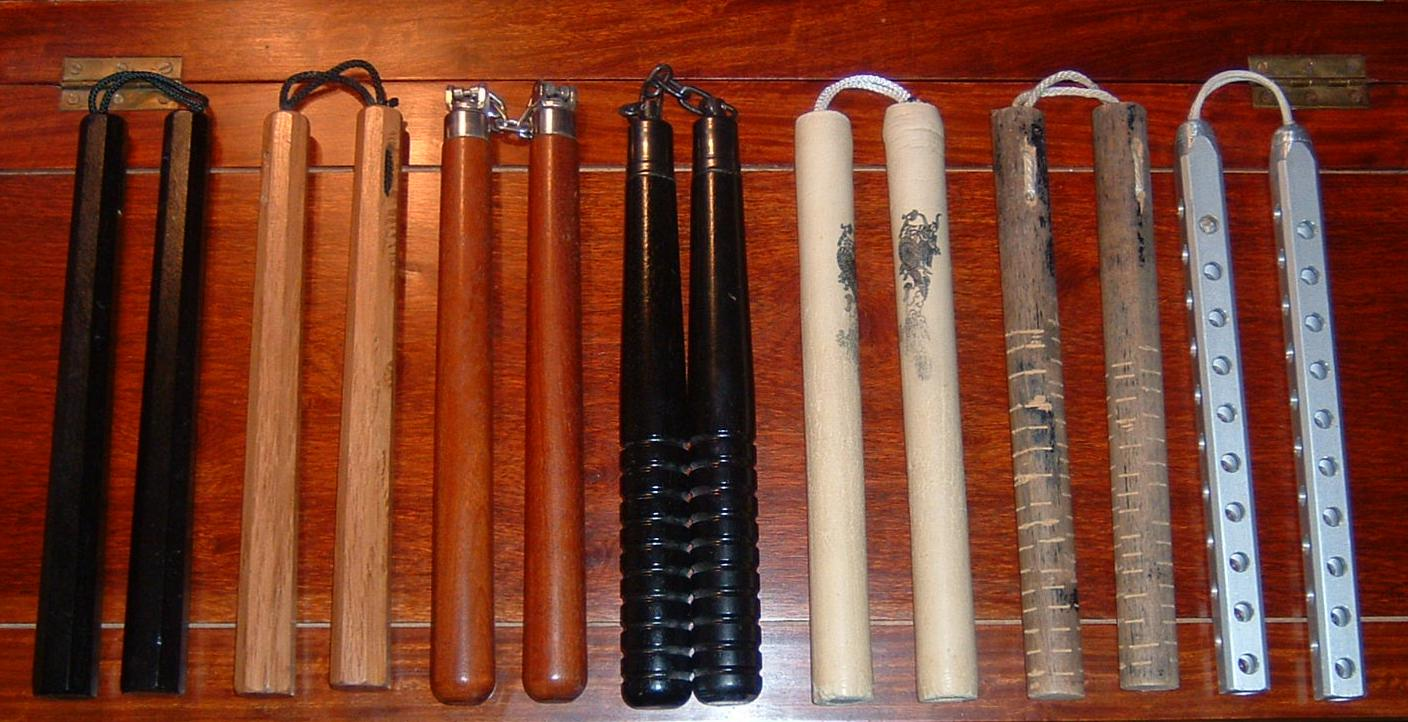
Různé typy nunčak

Nunčaky (japonsky ヌンチャク, nunčaku) jsou asijská zbraň, používaná v bojových uměních. Jedná se o dvě krátké hůlky spojené řemínkem, lankem nebo řetězem. Zbraň údajně vznikla z nástroje podobného cepu, který sloužil k mlácení rýže. Jiné prameny tvrdí, že by to mohla být součást původní koňské ohlávky. Tento nástroj si podle legend osvojili obyvatelé Okinawy, když jim bylo zakázáno nošení zbraní.
Kromě Japonska a místa původu na Okinawě je tato zbraň známá také v Koreji a Číně.

## Popis zbraně
Existuje nespočet provedení nunčak, od dřevěných až po lehké hliníkové, nebo také cvičné pěnové (aby se předešlo ošklivým zraněním). Všechny jsou však stavěné z těchto částí:

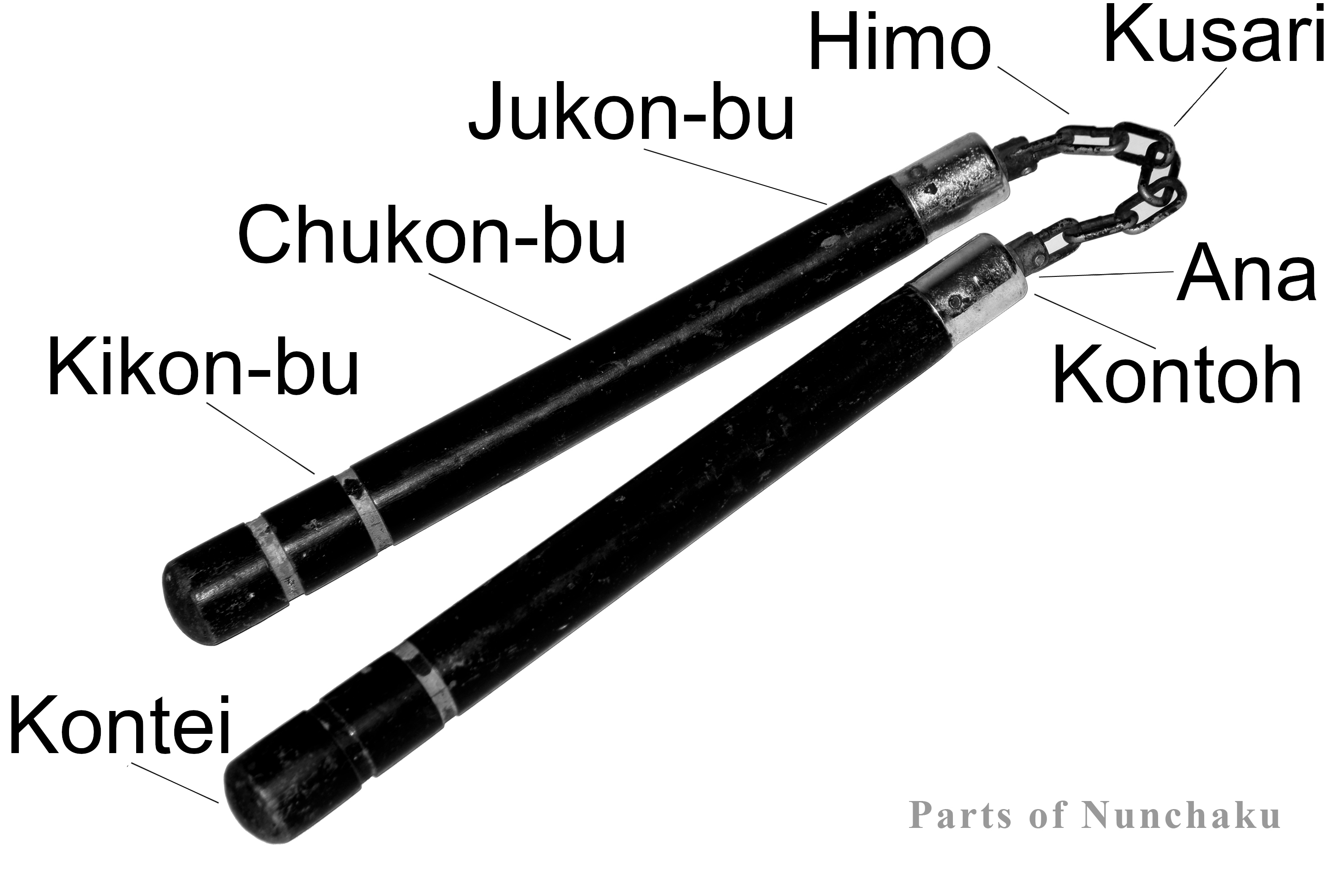
Součásti nunčak

- Himo: lano spojující obě rukojeti, které je užívané u některých druhů nunčak.
- Ana: díra na kontó u obou rukojetí, za níž je uchycena himo. Anu mají pouze ty nunčaky, jejichž rukojeti jsou spojeny himou.
- Kusari: řetěz spojující obě rukojeti.
- Kontó (Kontoh): kovový úchyt pro kusari na každé rukojeti. Pokud rukojeti spojuje himo, obsahuje v sobě kontó anu.
- Džukon-bu (Jukon-bu): horní část rukojeti.
- Čukon-bu (Chukon-bu): střední část rukojeti (nejdelší část).
- Kikon-bu: spodní část rukojeti.
- Kontei: okrajová část rukojeti.

Okinawské nunčaky mají rukojeť v osmiúhelníkovém tvaru, aby byl úder hranou silnější, než když by byl tvar válcový jako u čínské varianty. Ideální délka rukojeti nunčak je taková, aby chránila předloktí při uchopení zbraně za horní část jedné z tyčí. Obě rukojeti bývají zpravidla stejně dlouhé, ovšem vyskytují se i varianty, kde je každá z nich rozdílná, ovšem stále platí, že musí být obě hmotnostně vyvážené (pokud nejsou nunčaky vyvážené, je roztočení nad hlavou a mnohé pokročilejší styly boje velmi obtížné, jestli vůbec možné). Ideální délka himy nebo kusari je taková, aby obě rukojeti nunčaku visely každá z opačné strany dlaně kolmo k zemi.
Rukojeti jsou vyráběny tradičně z tvrdého dřeva dubu, mišpulníku, nebo některých druhů buků. Opracované dřevo by pak mělo být několik let namočeno v bahně, aby se díky nepřítomnosti kyslíku ještě více vylepšila tvrdost a tudíž účinnost. Nakonec jsou obě rukojeti natřeny ochrannou vrstvou či olejem, aby byly ochráněny před nepříznivými vlivy (např. vlhkostí).

## Užívání nunčak
Jako zbraň mají nunčaky v dnešní době malý význam, ale bývají součástí různých vystoupení, sebeobrany, nebo bojových umění. Ve světě se bojem s nunčaky zabývá několik organizací, každá se svými pravidly:
- The North American Nunchaku Association – založena v roce 2003 v Kalifornii Chrisem Pellitterim. Vyučuje se tradiční i moderní free-stylový boj.
- World Amateur Nunchaku Organization – založena v roce 1988 ve Francii Pascalem Verhillem
- Fédération Internationale de Nunchaku de Combat et Artistique – založena v roce 1992 taktéž ve Francii Raphaëlem Schmitzem jako sloučení dvou dalších organizací vyučujících boj s nunčaky.
- World Nunchaku Association – založena v roce 1996 v Nizozemsku Milcem Lambrechtem.
- International Techdo Nunchaku Association – založena v roce 2006 ve Švýcarsku Danielem Althausem.

### Právní náležitosti
V České republice vlastnictví, nošení, či cvičení s nunčaky (např. v rámci tréninku bojových umění) nepodléhá žádným zákonným omezením. Obdobně jako u jiných zbraní, použití k útoku je trestáno dle zákona, použití v rámci tzv. „nutné obrany“ je ovšem přípustné.
Užívání nunčak je v mnoha zemích zakázáno úplně, nebo výrazně omezeno. V Belgii, Německu, Švédsku je dokonce zakázáno tuto zbraň i vlastnit. Omezení platí ve Francii, kde je pouze zakázáno nosit ji na veřejnosti a je nutné ji přenášet v batohu, nejlépe na dně. Ve Velké Británii platí totéž s tím, že je cvičení s nunčaky na veřejném místě nutné nahlásit preventivně policii. Ve Španělsku a Maďarsku je pouze zakázáno nunčaky nosit u sebe, avšak trénink na místech k tomu určených je povolen. V dalších zemích jako Polsko nebo Švýcarsko je povoleno vlastnit a užívat pouze nunčaky vyrobené z měkkých pěnových materiálů.
V Hongkongu jsou zakázány nunčaky s řetězem, vyrobené z kovu nebo dřeva. Vlastnictví je podmíněno policejní licencí pro instruktory bojových umění. Ve zbytku Číny je však vlastnictví této zbraně běžně povolené. V Austrálii a USA je vlastnictví a užívání této zbraně upraveno v každém členském státě jinak.